# Knighton (pays de Galles)
Pour les articles homonymes, voir Knighton.
Knighton (en anglais), Tref-y-clawdd ou Trefyclo (en gallois) est une ville et une communauté du Powys, au pays de Galles.

## Toponymie
Le nom anglais de la ville se compose des éléments vieil-anglais cniht « jeune homme » et tūn « ferme ». Il est attesté pour la première fois dans le Domesday Book, compilé en 1086, sous la forme Chenistetone. Le nom gallois, Tref-y-clawdd, parfois orthographié Trefyclo, désigne quant à lui une ferme (tref) située à proximité (y) d'une digue (clawdd), en l'occurrence la digue d'Offa.

## Géographie
Knighton est située dans l'est du Powys, dans le comté historique du Radnorshire, près de la frontière anglaise qui y suit à peu près le cours de la Teme (en).

## Démographie
Au recensement de 2011, la communauté de Knighton comptait 3 007 habitants.